# Sabrina Ouazani

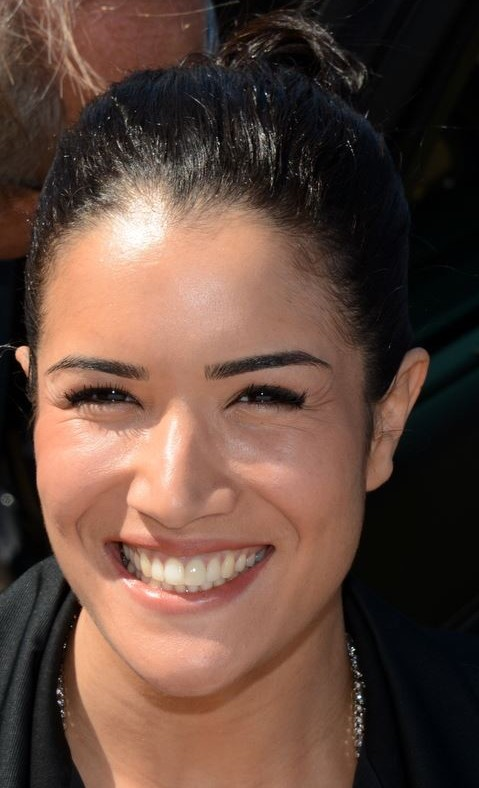
Sabrina Ouazani (2013)

Sabrina Ouazani (* 6. Dezember 1988 in Saint-Denis bei Paris) ist eine französische Schauspielerin.

## Leben
Sabrina Ouazani, Tochter algerischer Einwanderer, wuchs im Viertel Francs-Moisins der Pariser Vorstadt Saint-Denis auf. Nachdem ihre Mutter einen Aushang für das Casting zum Film L’Esquive an der örtlichen Straßenbahnhaltestelle entdeckt hatte und ihre Tochter umgehend dafür anmeldete, wurde sie nach dem großen Erfolg des Films (César 2005) schlagartig in ganz Frankreich bekannt. Danach spielte sie weitere Rollen in Film und Theater und nahm ein Geschichtsstudium auf.

## Filmografie (Auswahl)

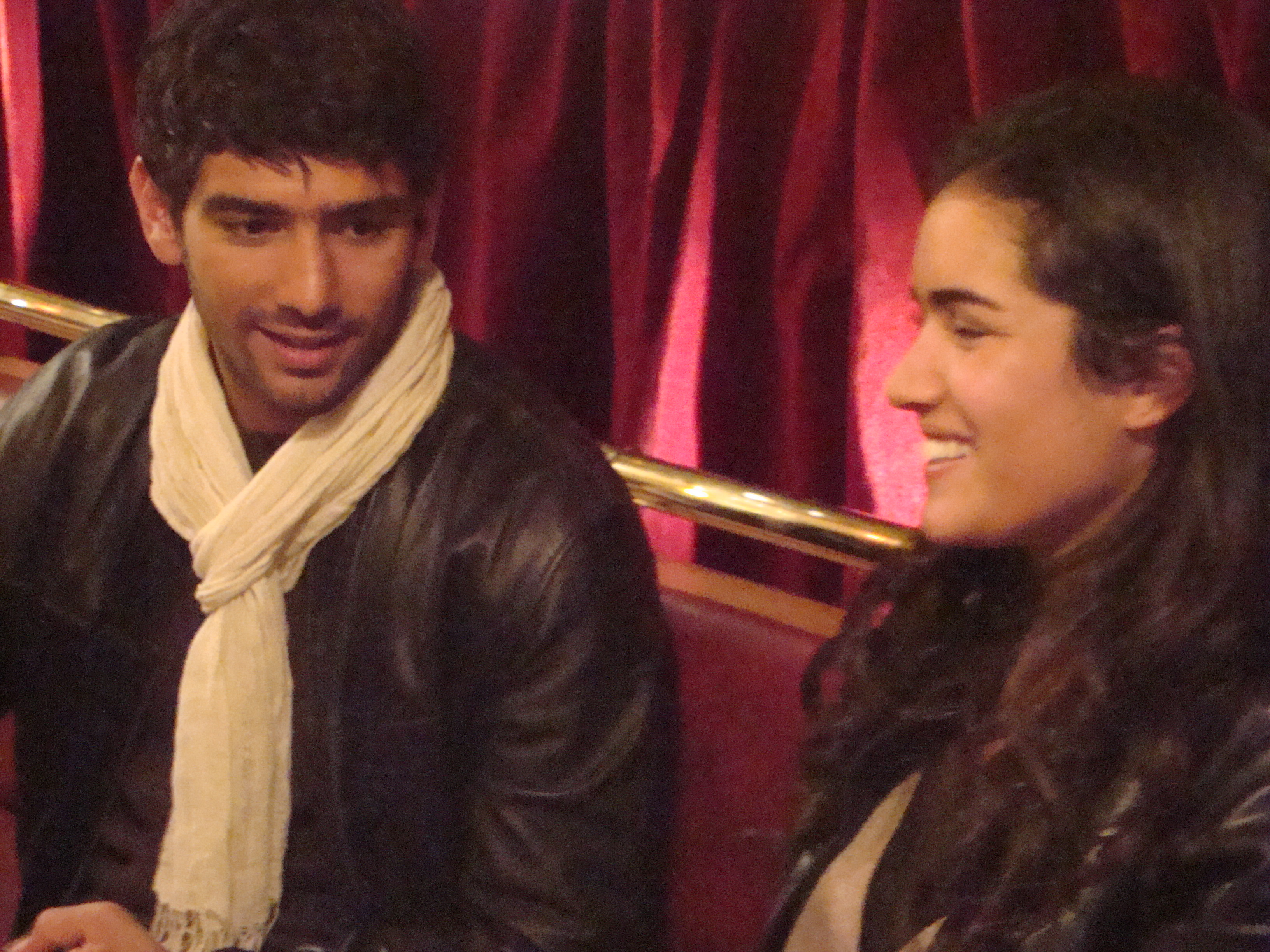
Mit Salim Kechiouche, ihrem Partner in Tenir tête (2009)

- 2004: L’esquive – Regie: Abdellatif Kechiche
- 2004: Trois petites filles – Regie: Jean-Loup Hubert
- 2006: Ein perfekter Platz (Fauteuils d’orchestre) – Regie: Danièle Thompson
- 2006: J’attends quelqu’un – Regie: Jérôme Bonnell
- 2007: Fait divers – Regie: Rachid Bekhaled und Stéphane Gateau
- 2007: Couscous mit Fisch (La graine et le mulet) – Regie: Abdellatif Kechiche
- 2007: Außer Kontrolle (Ravages) (TV-Film) – Regie: Christophe Lamotte
- 2007: Une histoire à ma fille (TV-Film) – Regie: Chantal Picault
- 2007: So ist Paris (Paris) – Regie: Cédric Klapisch
- 2008: Tangerine – Regie: Irene von Alberti
- 2009: Adieu Gary – Regie: Nassim Amaouche
- 2010: Tout ce qui brille – Regie: Géraldine Nakache und Hervé Mimran
- 2010: Von Menschen und Göttern (Des hommes et des dieux) – Regie: Xavier Beauvois
- 2010: Histoires de vies – Tenir tête (TV-Serie, eine Folge)
- 2010: Die Liebenden und die Toten (Les vivants et les morts) (TV-Mehrteiler, acht Folgen)
- 2011: Quelle der Frauen (La source des femmes) – Regie: Radu Mihăileanu
- 2012: Ein Mordsteam (De l’autre côté du périph) – Regie: David Charhon
- 2013: Le passé – Das Vergangene (Le passé) – Regie: Asghar Farhadi
- 2014: De guerre lasse – Regie: Olivier Panchot
- 2014: The Man from Oran (L’Oranais) – Regie: Lyès Salem
- 2014: May Allah Bless France! (Qu’Allah bénisse la France!) – Regie: Abd Al Malik
- 2015: Antigang – Im Schatten des Verbrechens (Antigang) – Regie: Benjamin Rocher
- 2016: Pattaya – Regie: Franck Gastambide
- 2016: Team Spirit (L’outsider) – Regie: Christophe Barratier
- 2016: Maman a tort – Regie: Marc Fitoussi
- 2016: Eine Nacht in Paris (Ouvert la nuit) – Regie: Edouard Baer
- 2017: Ein Verlobter zu viel (L’embarras du choix) – Regie: Eric Lavaine
- 2017: Sahara (Stimme) – Regie: Pierre Coré
- 2018: Taxi 5 – Regie: Franck Gastambide
- 2018: Demi sœurs – Regie: Saphia Azzeddine, François-Régis Jeanne
- 2018: Break – Regie: Marc Fouchard
- 2018: Verbündete Feinde (Frères ennemis) – Regie: David Oelhoffen
- 2018: Illiterate (Illettré) (TV-Film) – Regie: Jean-Pierre Améris
- 2018–2022: Plan Coeur – Der Liebesplan (Plan cœur) (TV-Serie)
- 2019: Willkommen in der Nachbarschaft (Jusqu’ici tout va bien)[1] – Regie: Mohamed Hamidi
- 2019: Une belle équipe – Regie: Mohamed Hamid
- seit 2019: Prière d’enquêter (TV-Serie) – Regie: Laurence Katrian
- 2020: Mica – Regie: Ismaël Ferroukhi
- 2020–2021: Validé (TV-Serie) – Regie: Franck Gastambide, David Diane
- 2021: You Resemble Me – Regie: Dina Amer
- 2022: Kung Fu Zohra – Regie: Mabrouk El Mechri
- 2022: Les Folies Fermières – Regie: Jean-Pierre Améris
- 2022: Ein Mordsteam ermittelt wieder (Loin du périph)
- 2024: Kali – Regie: Julien Seri
- 2024: Toutes pour une – Regie: Houda Benyamina
- 2025: Die guten und die besseren Tage (Des jours meilleurs) – Regie: Elsa Bennett, Hippolyte Dard